# Augustinus Franz Kropfreiter
Augustinus Franz Kropfreiter (* 9. September 1936 in Hargelsberg; † 26. September 2003 in Sankt Florian) war ein österreichischer Komponist und Organist.

## Leben
Kropfreiter verbrachte seine Schulzeit ab 1948 im katholischen Bischöflichen Gymnasium Petrinum, wo er seine erste musikalische Grundausbildung erhielt. Unmittelbar nach der Matura trat er 1953 in das Augustiner-Chorherrenstift St. Florian ein; wegen seiner außerordentlichen musikalischen Begabung wurde für ihn eigens der Status eines Chorfraters begründet, denn Kropfreiter hatte kein Theologie-Studium absolviert und war kein geweihter Priester. Im Stift wurde er anfangs vom Organisten Johann Krichbaum in Musiktheorie unterrichtet. Von 1955 bis 1960 studierte er Komposition und Orgel am Linzer Bruckner-Konservatorium und an der Wiener Musikhochschule. Nach Beendigung seiner musikalischen Studien wurde er in St. Florian zum Stiftsorganisten ernannt; dieses Amt hatte er bis zu seinem Tod inne. Zeitweise war er zusätzlich auch Lehrer der St. Florianer Sängerknaben und ab 1966 Leiter des Stifts-Chores (Regens Chori). 2003 verstarb er im 68. Lebensjahr in St. Florian.

## Werk
Kropfreiter schuf ein umfangreiches Orgelwerk und ist damit einer der bedeutendsten österreichischen Orgelkomponisten des 20. Jahrhunderts.
Dem Stift St. Florian verhalf er zu noch größerer Bekanntheit.
Er komponierte unter anderem mehrere Orchesterwerke (u. a.  Orgelkonzerte, 3 Sinfonien), Messen, Kirchenmusik-, Chormusik-, Kammermusik- und Orgelmusikstücke (u. a. Toccata francese, Signum, zahlreiche Choralbearbeitungen unterschiedlichen Schwierigkeitsgrades), mit denen er nicht nur in Österreich Bekanntheit erlangte. Er legte bei seinen Kompositionen großen Wert auf die Polytonalität und den hindemithschen Kontrapunkt.

## Auszeichnungen
- 1962: Kulturpreis des Landes Oberösterreich
- 1964: Staatspreis für Musik
- 1993: Anton-Bruckner-Preis
- 2001: Österreichisches Ehrenkreuz für Wissenschaft und Kunst I. Klasse[3]
- 2002: Österreichischer Kunstpreis für Musik[4]
- 2002: Heinrich-Gleißner-Preis[5]